# 심리치료에서 지혜와 자비의 역할
《심리치료에서 지혜와 자비의 역할》은 크리스토퍼 K. 거머와 로널드 D. 시걸이 편집 저술한 책이다. 2014년 9월 25일 학지사가 초판을 발행하였다.

## 주요 내용
이 책에서는 자비와 지혜의 정확한 의미를 살펴보고, 자비와 지혜가 심리적인 건강과 고통, 치료적 변화와 어떤 관계가 있는지 살펴보고 있다. 고대로부터 내려온 통찰을 현대의 임상 및 연구와 통합하여, 치료자와 내담자들이 자비와 지혜를 계발할 수 있도록 돕고 있다.